# Звонцы уклончивые
Звонцы уклончивые (лат. Clinotanypus) — род комаров-звонцов из подсемейства Tanypodinae.

## Внешнее строение
Небольшие и сравнительно крупные комары длиной крыльев до 3,7 мм. Усики состоят из 15 члеников. Второй членик сверху с 5-6 щетинками. Вершинный членик булавовидный. Верхнечелюстные щупики 4-члениковые. Последний членик на четверть длиннее предпоследнего. Мембрана крыла в микротрихиях. Край крыла может быть в слабом опушённым. Вторая радиальная жилка не соединяется с третьей. Бёдра и голени могут быть полностью или частично (на вершине) тёмными. Шпоры на голенях средних и задних ног с 5-10 боковыми зубцами. Членики лапок сердцевидные.
Личинки красной окраски длиной до 15 мм. Вершинный зубец верхней челюсти крючковидно загнут, базальный зубец крупный и заострёный.

## Биология
Личинки развиваются в стоячих водоёмах (озёрах и прудах) и водотоках с медленным течением.

## Классификация
Включает 44 вида. Выделяют два подрода. К подроду Aponteus, отнесен только Clinotanypus sabenis. Все остальные виды принадлежат номинативному подроду. Близким родом является Coelotanypus, вместе они образуют трибу называемую Clynotanypodini или Coelotanypodini.

### Виды
Род включает следующие виды:
- Clinotanypus aterrimus
- Clinotanypus atratus
- Clinotanypus atromarginatus
- Clinotanypus aureus
- Clinotanypus brasiliensis
- Clinotanypus ceylanicus
- Clinotanypus claripennis
- Clinotanypus crux
- Clinotanypus decempunctatus
- Clinotanypus flavidus
- Clinotanypus formosae
- Clinotanypus fumipennis
- Clinotanypus fuscosignatus
- Clinotanypus guamensis
- Clinotanypus immaculatus
- Clinotanypus japonicus
- Clinotanypus jenkinsi
- Clinotanypus lacteus
- Clinotanypus lampronotus
- Clinotanypus maculatus
- Clinotanypus microtrichos
- Clinotanypus nervosus
- Clinotanypus novempunctatus
- Clinotanypus obscuripes
- Clinotanypus ornatissimus
- Clinotanypus paivai
- Clinotanypus philippinensis
- Clinotanypus pictidorsum
- Clinotanypus pinguis
- Clinotanypus planus
- Clinotanypus quadriannulatus
- Clinotanypus rugosus
- Clinotanypus sabensis
- Clinotanypus sallesi
- Clinotanypus sugiyamai
- Clinotanypus variegatus
- Clinotanypus verbekei
- Clinotanypus vulgaris
- Clinotanypus wirthi

## Генетика
Хромосомный набор изучен только у вида Clinotanypus nervosus состоит из 5 пар субметацентрических, одной пары акроцентрических аутосом и пары половых хромосом.

## Палеонтология
Единственный вид (Clinotanypus vagans) известный в ископаемом состоянии обнаружен отложениях раннего миоцена (20,44—15,97 млн лет) в Китае в провинции Шаньдун).

## Распространение
Встречается на всех континентах, исключая Антарктиду. Центром видового разнообразия являются Восточная Палеарктика и Ориентальная область, где описано 25 видов.